# Фитьков
Фитьков (укр. Фитьків) — село в Переросльской сельской общине Надворнянского района Ивано-Франковской области Украины.
Население по переписи 2001 года составляло 1551 человек. Занимает площадь 14.11 км². Почтовый индекс — 78421. Телефонный код — 03475.